# Füzérkajata
Füzérkajata egy község Borsod-Abaúj-Zemplén vármegye Sátoraljaújhelyi járásában.

## Fekvése
A Zempléni-hegység középső részén helyezkedik el, közvetlenül a szlovák határ mellett, a megyeszékhely Miskolctól közúton 93 kilométerre északkeletre.
A közvetlen szomszédos települések a határ magyar oldalán: kelet-délkelet felől Vilyvitány, délkelet felől Füzérradvány, dél felől Filkeháza, nyugat felől Füzér, északnyugat felől pedig Pusztafalu. A határ felvidéki oldala felől a három legközelebbi település Biste (Byšta), Kázmér (Kazimír) és Kolbása (Brezina).

### Megközelítése
Zsáktelepülés, közúton csak egy útvonalon érhető el: a 3719-es útról Filkeháza déli részén észak felé letérve, a 37 123-as számú mellékúton.

## Története
Az Árpád-házi királyok idején királyi birtok volt. A füzéri vár tartozékaként került a vár tulajdonosainak birtokába, 1270-ben szerepel először a vár tartozékai között Kaytha. A török időkben a falut többnyire pusztaként tartották számon, és csak a háborúk után kezdett újra benépesülni. Ebben jelentős szerepe volt a 18. század elején birtokosává vált Károlyi családnak. A sokáig Kajátha néven ismert község 1918-tól Kajata, majd 1930-tól Füzérkajata lett.
A faluban több régi, az itteni építészeti szokásokat őrző lakóház maradt fenn. A község református temploma 1794-ben épült. A kultúrtörténeti emlékek mellett a terület fő értékét környezetének védett természeti kincsei jelentik.

## Közélete

### Polgármesterei
- 1990–1994: Ifj. Lakó János (független)[4]
- 1994–1998: Lakó János (független)[5]
- 1998–2002: Lakó János László (független)[6]
- 2002–2006: Lakó János László (független)[7]
- 2006–2010: Lupták Lászlóné (független)[8]
- 2010–2014: Lupták Lászlóné (független)[9]
- 2014–2019: Lupták Lászlóné (független)[10]
- 2019–2024: Lupták Lászlóné (független)[11]
- 2024– : Lupták Lászlóné (független)[1]

## Népesség
A település népességének változása:
| Lakosok száma | 125  | 122  | 120  | 106  | 90   | 111  | 116  |
|               | 2013 | 2014 | 2015 | 2021 | 2022 | 2023 | 2024 |

A 2001-es népszámlálás adatai szerint a településnek csak magyar lakossága volt.
A 2011-es népszámlálás során a lakosok 98,2%-a magyarnak, 0,9% cigánynak, 0,9% németnek mondta magát (1,8% nem válaszolt; a kettős identitások miatt a végösszeg nagyobb lehet 100%-nál). A vallási megoszlás a következő volt: római katolikus 20,7%, református 68,5%, görögkatolikus 3,6%, felekezeten kívüli 0,9% (6,3% nem válaszolt).
2022-ben a lakosság 95,6%-a vallotta magát magyarnak, 2,2% szlováknak (4,4% nem nyilatkozott; a kettős identitások miatt a végösszeg nagyobb lehet 100%-nál). Vallásuk szerint 16,7% volt római katolikus, 43,3% református, 3,3% görög katolikus, 1,1% egyéb keresztény, 4,4% felekezeten kívüli (28,9% nem válaszolt).

## Természeti értéke
Védett természeti érték a településtől északra található néhány kovásodott fatörzs. Kialakulásuk a miocénkori vulkáni működéssel függ össze: a tűzhányók egész erdőket temettek be, majd az utóvulkáni tevékenység során feltörő kovás oldatok átitatták, konzerválták a fatörzseket.

## Környező települések
Filkeháza (4 km), Pálháza (6 km), a legközelebbi nagyobb város: Sátoraljaújhely (24 km).

## Közlekedése
Tömegközlekedéssel a Volánbusz 3900-as járatával közelíthető meg.